# Dänikon
Dänikon is een gemeente en plaats in het Zwitserse kanton Zürich, en maakt deel uit van het district Dielsdorf.
Dänikon telt 1774 inwoners.

## Geboren
- Roland Meier (1967), wielrenner